# 137e méridien est
En géographie, le 137e méridien est est le méridien joignant les points de la surface de la Terre dont la longitude est égale à 137° est.

## Géographie

### Dimensions
Comme tous les autres méridiens, la longueur du 137e méridien correspond à une demi-circonférence terrestre, soit 20 003,932 km. Au niveau de l'équateur, il est distant du méridien de Greenwich de 15 251 km,.
Avec le 43e méridien ouest, il forme un grand cercle passant par les pôles géographiques terrestres.

### Régions traversées
En commençant par le pôle Nord et descendant vers le sud au pôle Sud, Le 137e méridien est passe par:
| Coordonnées           | Pays, territoire ou mer   | Notes |
| --------------------- | ------------------------- | --- |
| 90° 00′ N, 137° 00′ E | Océan Arctique            | |
| 76° 26′ N, 137° 00′ E | Mer de Laptev             | |
| 75° 21′ N, 137° 00′ E | Russie                    | République de Sakha — Île Kotelny, Îles de Nouvelle-Sibérie |
| 75° 14′ N, 137° 00′ E | Mer de Laptev             | |
| 71° 28′ N, 137° 00′ E | Russie                    | République de Sakha Kraï de Khabarovsk — à partir de 59° 26′ N, 137° 00′ E |
| 55° 47′ N, 137° 00′ E | Mer d'Okhotsk             | |
| 55° 05′ N, 137° 00′ E | Russie                    | Kraï de Khabarovsk — Île Feklistova |
| 54° 54′ N, 137° 00′ E | Mer d'Okhotsk             | |
| 53° 50′ N, 137° 00′ E | Russie                    | Kraï de Khabarovsk — passe par Komsomolsk-sur-l'Amour à 50° 34′ N, 137° 00′ E Kraï du Primorié — à partir de 47° 18′ N, 137° 00′ E |
| 45° 18′ N, 137° 00′ E | Mer du Japon              | |
| 37° 25′ N, 137° 00′ E | Japon                     | Île de Honshū — Préfecture d'Ishikawa — Préfecture de Toyama — à partir de 36° 58′ N, 137° 00′ E (passe par Takaoka) — Préfecture de Gifu — à partir de 36° 17′ N, 137° 00′ E — Préfecture de Aichi — à partir de 35° 23′ N, 137° 00′ E (passe juste à l'est du centre de ville de Nagoya |
| 34° 49′ N, 137° 00′ E | Baie de Mikawa            | |
| 34° 33′ N, 137° 00′ E | Océan indien              | |
| 1° 50′ S, 137° 00′ E  | Indonésie                 | Île de Kurudu |
| 1° 51′ S, 137° 00′ E  | Golfe de Cenderawasih     | |
| 2° 07′ S, 137° 00′ E  | Indonésie                 | Île de Nouvelle-Guinée |
| 4° 56′ S, 137° 00′ E  | Mer d'Arafura             | |
| 12° 20′ S, 137° 00′ E | Golfe de Carpentarie      | Passe juste à l'est de Groote Eylandt, Australie (à 14° 15′ S, 136° 57′ E) |
| 15° 35′ S, 137° 00′ E | Australie                 | Territoire du Nord — Île Vanderlin (en) et le continent Australie-Méridionale — à partir de 26° 00′ S, 137° 00′ E |
| 33° 44′ S, 137° 00′ E | Golfe Spencer             | |
| 34° 56′ S, 137° 00′ E | Australie                 | Australie-Méridionale — Péninsule de Yorke |
| 35° 13′ S, 137° 00′ E | Détroit Investigator (en) | |
| 35° 40′ S, 137° 00′ E | Australie                 | Australie-Méridionale — Île Kangourou |
| 36° 01′ S, 137° 00′ E | Océan indien              | Les autorités australiennes considèrent cette zone comme partie de l'Océan Austral, |
| 60° 00′ S, 137° 00′ E | Océan Austral             | |
| 66° 19′ S, 137° 00′ E | Antarctique               | Terre Adélie, Territoire revendiqué par la France |